# Ецалод (Долина Аосте)
Ецалод је насеље у Италији у округу Долина Аосте, региону Долина Аосте.
Према процени из 2011. у насељу је живело 133 становника. Насеље се налази на надморској висини од 363 м.